# Rainbow Glacier (Washington)
Der Rainbow Glacier (dt. „Regenbogen-Gletscher“) liegt an den Nordosthängen des Mount Baker in den North Cascades im US-Bundesstaat Washington. Der Rainbow-Gletscher fließt bis auf etwa 4.500 ft (1.372 m) Höhe nördlich der Lava Divide. In der Mitte seines Verlaufs ist er mit dem Park-Gletscher im Süden und dem Mazama-Gletscher im Westen verbunden. Zwischen 1850 und 1950 ging der Rainbow-Gletscher um etwa 4.494 ft (1.370 m) zurück. Während einer kühleren und feuchteren Periode von 1950 bis 1979 gewann er etwa 1.679 ft (512 m) an Länge hinzu, büßte zwischen 1980 und 2006 jedoch erneut 1.345 ft (410 m) ein.